# Équennes-Éramecourt
Équennes-Éramecourt est une commune française située dans le département de la Somme en région Hauts-de-France.
Elle a été formée en 1972 par la fusion des communes d'Équennes et d'Éramecourt.

## Géographie

### Localisation
Équennes-Éramecourt est une commune picarde de l'Amiénois, à la limite de la Somme avec l'Oise.
Limitrophe de Poix-de-Picardie, la localité est située à 8 km au nord de Grandvilliers, 30 km au sud-ouest d'Amiens et à 34 km au nord-ouest de Beauvais à vol d'oiseau.
Le territoire de la commune est limitrophe de ceux de neuf communes.    
Les communes limitrophes sont Daméraucourt, Dargies, Guizancourt, Hescamps, Lachapelle, Méréaucourt, Poix-de-Picardie, Saulchoy-sous-Poix et Thieulloy-la-Ville.

### Géologie et relief
Elle compte un important larri (pelouse calcicole) au lieu-dit « les Combles »

### Hydrographie

#### Réseau hydrographique
La commune est située dans le bassin Artois-Picardie. Elle est drainée par l'Evoissons et le Moulin de Taussacq,.
L'Évoissons, d'une longueur de 25 km, prend sa source dans la commune de Hescamps et se jette  dans la Selle à Conty, après avoir traversé douze communes.

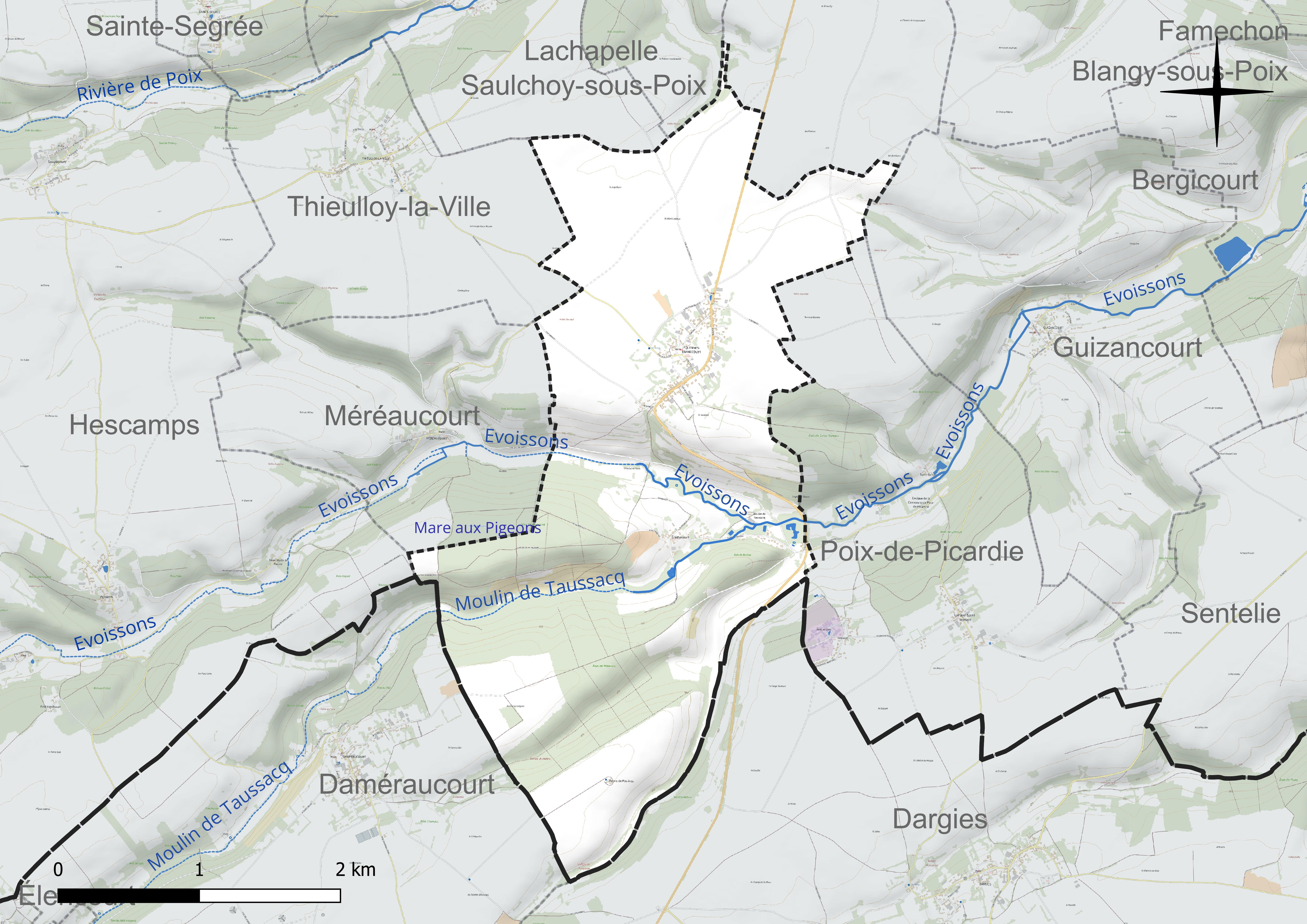
Réseau hydrographique d'Équennes-Éramecourt.

#### Gestion et qualité des eaux
Le territoire communal est couvert par le schéma d'aménagement et de gestion des eaux (SAGE) « Somme aval et Cours d'eau côtiers ». Ce document de planification concerne un territoire de 1 835 km2 de superficie, délimité par le bassin versant de la Somme canalisée. Le périmètre a été arrêté le 29 avril 2010 et le SAGE proprement dit a été approuvé le 6 août 2019. La structure porteuse de l'élaboration et de la mise en œuvre est le syndicat mixte d'aménagement hydraulique du bassin versant de la Somme (AMEVA).
La qualité des cours d'eau peut être consultée sur un site dédié géré par les agences de l'eau et l'Agence française pour la biodiversité.

### Climat
Pour des articles plus généraux, voir Climat des Hauts-de-France et Climat de la Somme.
En 2010, le climat de la commune est de type climat océanique dégradé des plaines du Centre et du Nord, selon une étude du CNRS s'appuyant sur une série de données couvrant la période 1971-2000. En 2020, Météo-France publie une typologie des climats de la France métropolitaine dans laquelle la commune est exposée à un climat océanique et est dans la région climatique Côtes de la Manche orientale, caractérisée par un faible ensoleillement (1 550 h/an) ; forte humidité de l'air (plus de 20 h/jour avec humidité relative > 80 % en hiver), vents forts fréquents.
Pour la période 1971-2000, la température annuelle moyenne est de 10 °C, avec une amplitude thermique annuelle de 14,5 °C. Le cumul annuel moyen de précipitations est de 817 mm, avec 12,4 jours de précipitations en janvier et 8,5 jours en juillet. Pour la période 1991-2020, la température moyenne annuelle observée sur la station météorologique la plus proche, située sur la commune de Saint-Arnoult à 15 km à vol d'oiseau, est de 10,4 °C et le cumul annuel moyen de précipitations est de 797,2 mm,. Pour l'avenir, les paramètres climatiques de la commune estimés pour 2050 selon différents scénarios d'émission de gaz à effet de serre sont consultables sur un site dédié publié par Météo-France en novembre 2022.

## Urbanisme

### Typologie
Au 1er janvier 2024, Équennes-Éramecourt est catégorisée commune rurale à habitat dispersé, selon la nouvelle grille communale de densité à sept niveaux définie par l'Insee en 2022.
Elle est située hors unité urbaine. Par ailleurs la commune fait partie de l'aire d'attraction d'Amiens, dont elle est une commune de la couronne,. Cette aire, qui regroupe 369 communes, est catégorisée dans les aires de 200 000 à moins de 700 000 habitants,.

### Occupation des sols
L'occupation des sols de la commune, telle qu'elle ressort de la base de données européenne d'occupation biophysique des sols Corine Land Cover (CLC), est marquée par l'importance des territoires agricoles (70,5 % en 2018), en augmentation par rapport à 1990 (68,7 %). La répartition détaillée en 2018 est la suivante : 
terres arables (47,7 %), forêts (26,3 %), prairies (15,5 %), zones agricoles hétérogènes (7,4 %), zones urbanisées (3,1 %). L'évolution de l'occupation des sols de la commune et de ses infrastructures peut être observée sur les différentes représentations cartographiques du territoire : la carte de Cassini (XVIIIe siècle), la carte d'état-major (1820-1866) et les cartes ou photos aériennes de l'IGN pour la période actuelle (1950 à aujourd'hui).

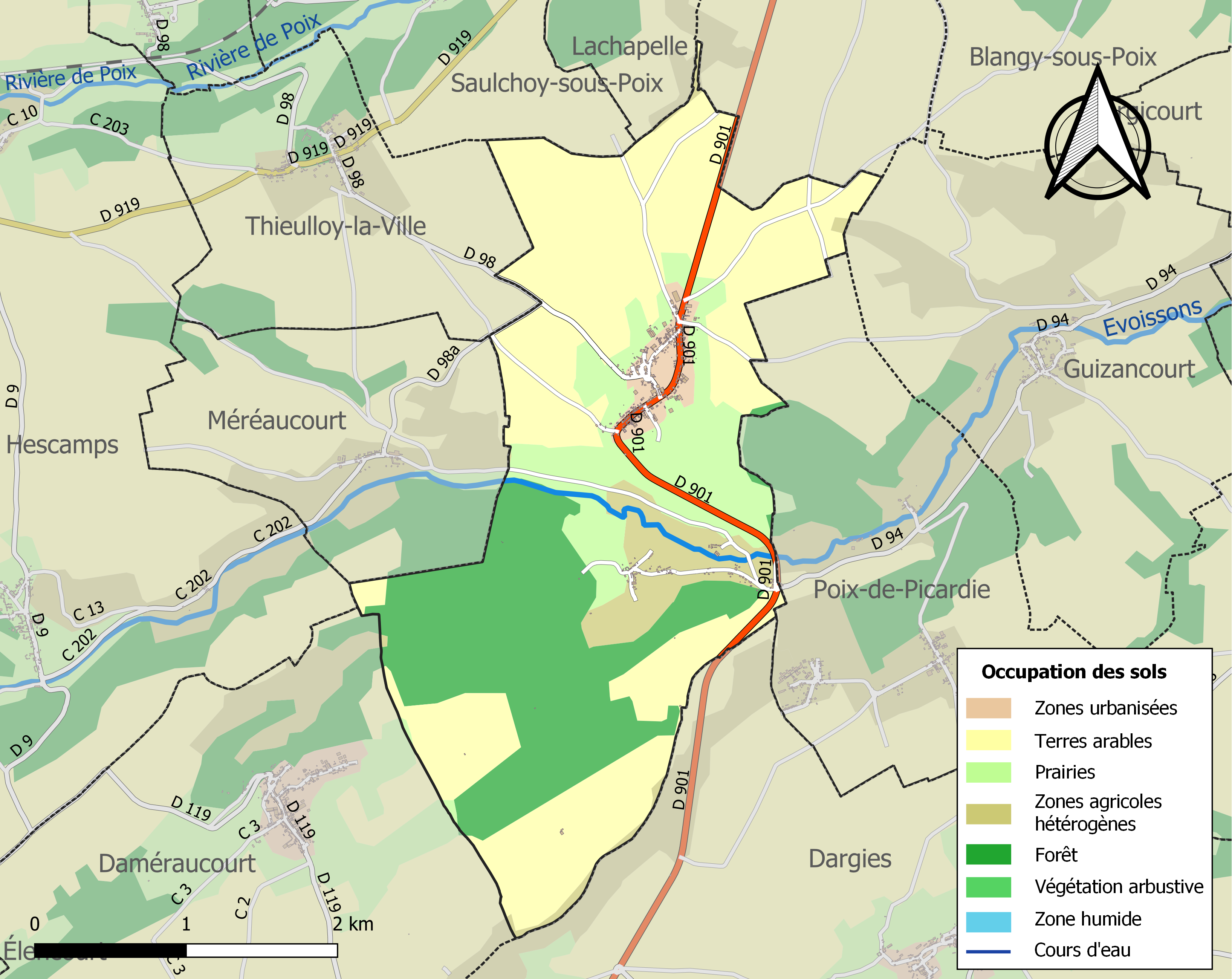
Carte des infrastructures et de l'occupation des sols de la commune en 2018 (CLC).

### Hameaux et écarts
La commune comprend les hameaux d'Éramecourt (qui fut une commune jusqu'en 1972) et  le Moulin de Taussacq.

Le haneau d'Éramecourt
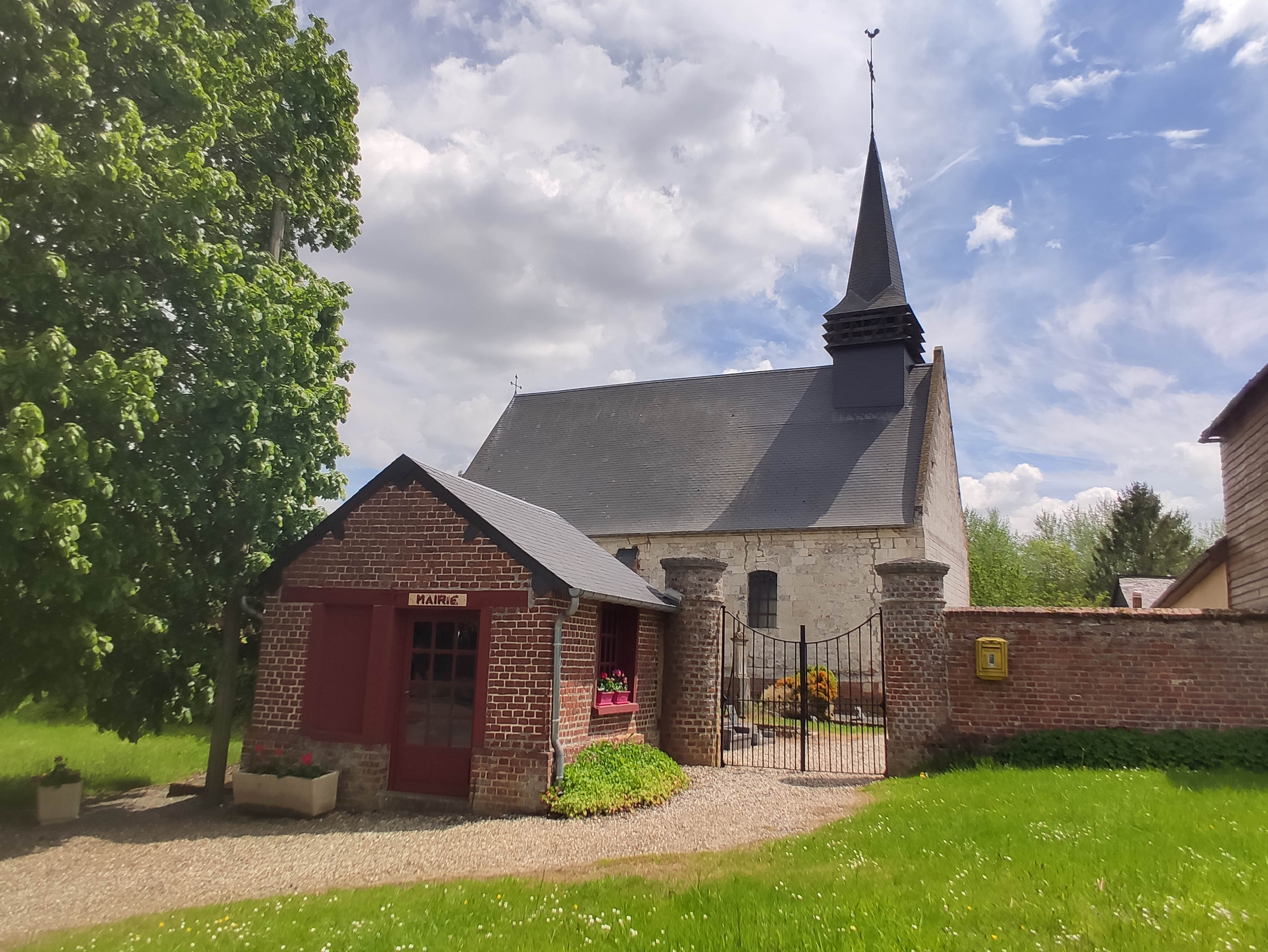
L'ancienne mairie et l'église Saint-Firmin d'Éramecourt
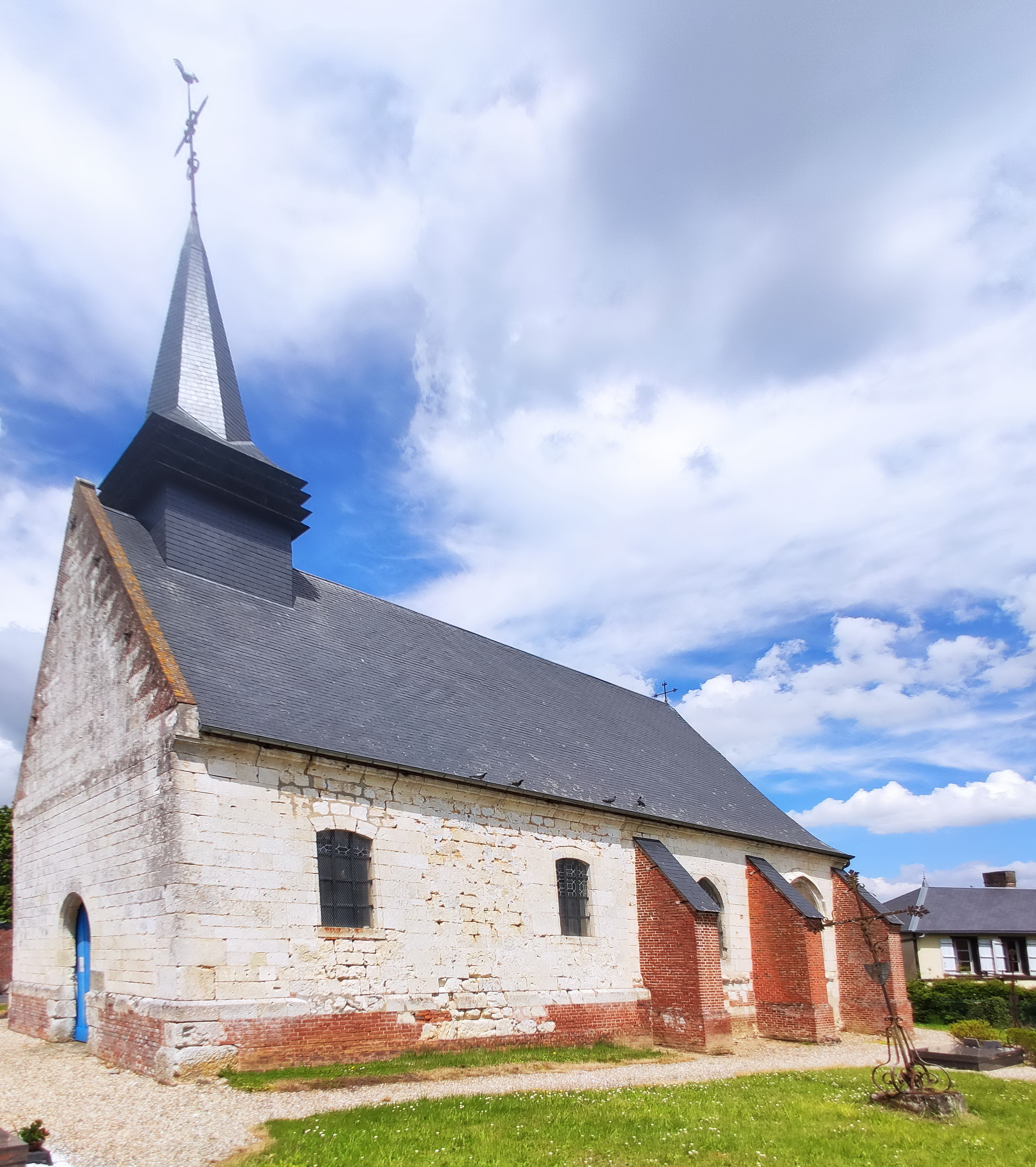
L'église Saint-Firmin d'Éramecourt
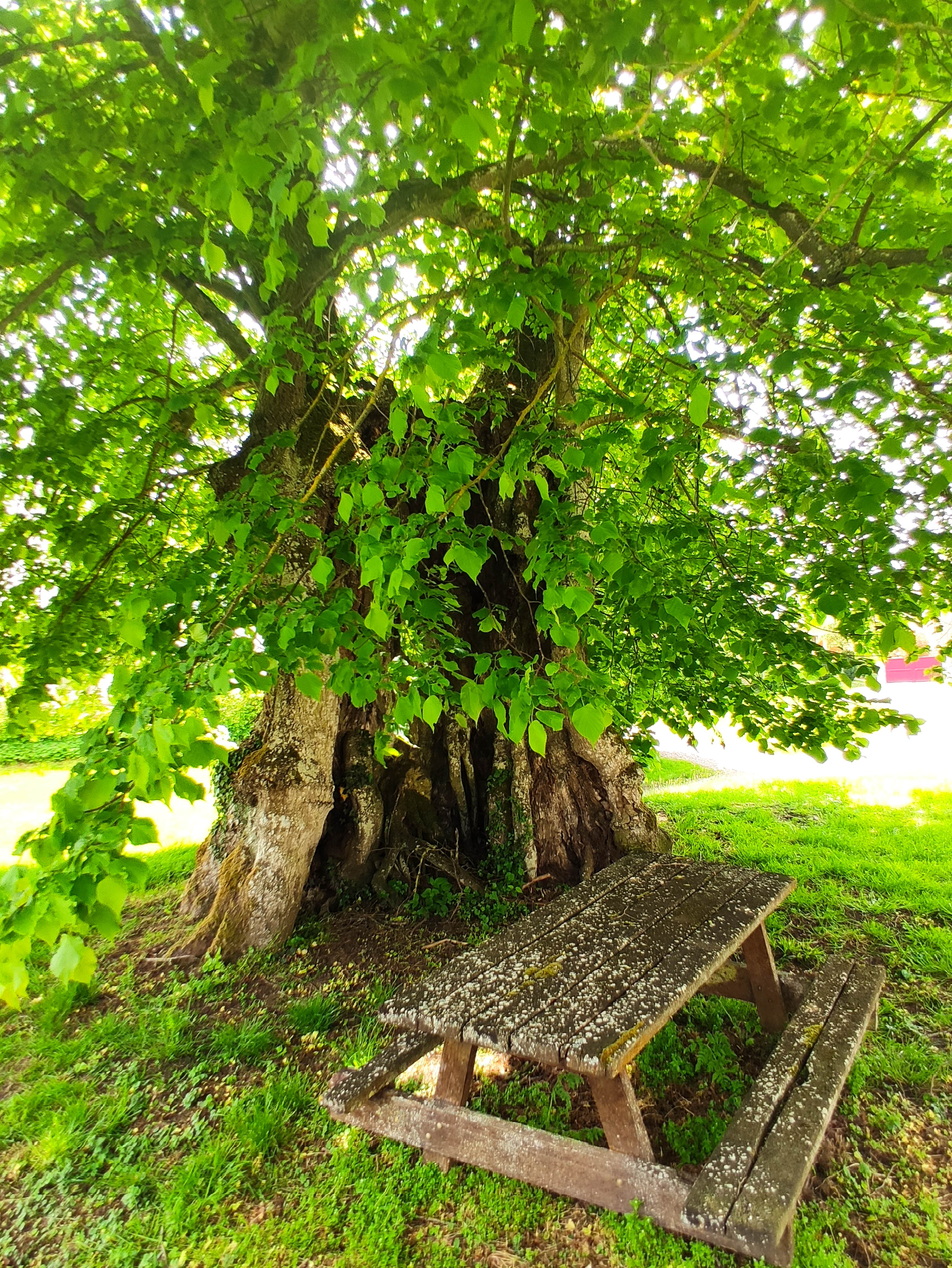
Le tilleul creux d'Éramecourt, probable tilleul de Sully
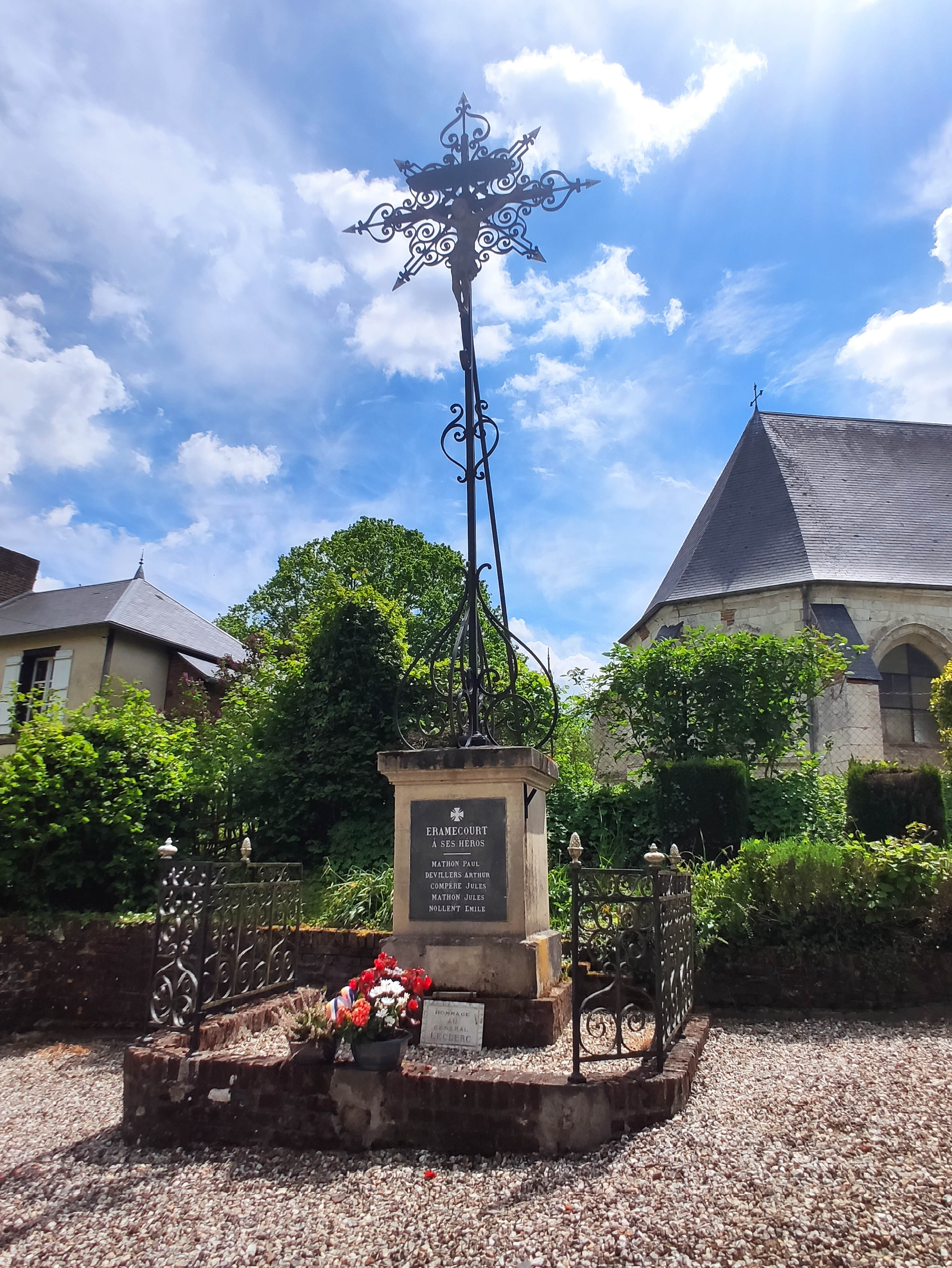
Monument aux morts

## Toponymie
Le nom de la commune est composé des noms accolés des deux anciennes communes d'Équennes et d'Éramecourt, fusionnées en 1972 dans le cadre des dispositions de la loi sur les fusions et regroupements de communes de 1971.
Équennes est attesté sous les formes Les Quesnes en 1148 ; Les Kaisnes en 1301 ; Eskesnes en 1337 ; Esquennes en 1381 ; Esquene en 1657 ; Esquenne en 1695 ; Equenne en 1736 ; Esquesnes en 1757 ; Esquesne en 1781 ; Equennes en 1801 ; Equesnes.

Le nom primitif viendrait des Quennes (chênes), de l'oïl, de  préposition ès (« en les ») et du pluriel de picard kaisnes « aux chênes ».
Éramecourt est attesté sous les formes Erembercurt en 1118 ; Erembocurt en 115. ; Erembecourt en 1301 ; Excembecourt — Erebencourt en 1648 ; Esraucourt en 1657 ; Eraucourt en 1710 ; Eramecourt en 1733 ; Esramecourt en 1753 ; Erempcourt en 1757 ; Erampcourt entre 1826 et 1850.

Eramecourt exprimerait l'idée d'un bois, d'un ram essarté avec curtis.

## Histoire

### Préhistoire
En 1881, au lieu-dit Les Combles d'Éramecourt, Louis Delambre effectua des fouilles archéologiques et identifia trois tumuli datés de l'âge du bronze ancien (1800-1500 av. J.C.), preuve de l'occupation humaine du site à cette époque. Un quatrième tumulus a été identifié en 1976.

## Politique et administration

### Rattachements administratifs et électoraux
La commune, constituée en 1972 par la fusion  d'Équennes et Éramecourt, se trouve dans l'arrondissement d'Amiens du département de la Somme. Pour l'élection des députés, elle fait partie depuis 2012 de la quatrième circonscription de la Somme.
Elle fait partie depuis 1793 du canton de Poix-de-Picardie. Dans le cadre du redécoupage cantonal de 2014 en France, ce canton, où la commune reste intégrée, est modifié et agrandi.

### Intercommunalité
La commune était membre de la communauté de communes du Sud-Ouest Amiénois (CCSOA), créée en 2004.
Dans le cadre des dispositions de la loi portant nouvelle organisation territoriale de la République du 7 août 2015, qui prévoit que les établissements publics de coopération intercommunale (EPCI) à fiscalité propre doivent avoir un minimum de 15 000 habitants, la préfète de la Somme propose en octobre 2015 un projet de nouveau schéma départemental de coopération intercommunale (SDCI) qui prévoit la réduction de 28 à 16 du nombre des intercommunalités à fiscalité propre du département.
Ce projet prévoit la « fusion des communautés de communes du Sud-Ouest Amiénois, du Contynois et de la région d'Oisemont », le nouvel ensemble de 37 412 habitants regroupant 120 communes,. À la suite de l'avis favorable de la commission départementale de coopération intercommunale en janvier 2016, la préfecture sollicite l'avis formel des conseils municipaux et communautaires concernés en vue de la mise en œuvre de la fusion.
La communauté de communes Somme Sud-Ouest (CC2SO), dont est désormais membre la commune, est ainsi créée au 1er janvier 2017.

### Liste des maires
| Période                                  | Période                      | Identité             | Étiquette | Qualité                          |
| ---------------------------------------- | ---------------------------- | -------------------- | --------- | -------------------------------- |
| Les données manquantes sont à compléter. |                              |                      |           |                                  |
|                                          |                              |                      |           |                                  |
| 1959                                     | 2001                         | Michel Graux         |           |                                  |
| mars 2001                                | 2008                         | Louis Landrein       |           |                                  |
| mars 2008                                | En cours (au 8 octobre 2020) | Sabine Chelle-Poiret |           | Réélue pour le mandat 2020-2026, |

## Population et société

### Démographie
L'évolution du nombre d'habitants est connue à travers les recensements de la population effectués dans la commune depuis 1793. Pour les communes de moins de 10 000 habitants, une enquête de recensement portant sur toute la population est réalisée tous les cinq ans, les populations de référence des années intermédiaires étant quant à elles estimées par interpolation ou extrapolation. Pour la commune, le premier recensement exhaustif entrant dans le cadre du nouveau dispositif a été réalisé en 2007.

En 2022, la commune comptait 280 habitants, en évolution de −6,35 % par rapport à 2016 (Somme : −1,26 %, France hors Mayotte : +2,11 %).
| 1793 | 1800 | 1806 | 1821 | 1831 | 1836 | 1841 | 1846 | 1851 |
| ---- | ---- | ---- | ---- | ---- | ---- | ---- | ---- | ---- |
| 322  | 320  | 373  | 299  | 380  | 407  | 387  | 386  | 386  |

| 1856 | 1861 | 1866 | 1872 | 1876 | 1881 | 1886 | 1891 | 1896 |
| ---- | ---- | ---- | ---- | ---- | ---- | ---- | ---- | ---- |
| 371  | 370  | 354  | 325  | 312  | 303  | 290  | 279  | 286  |

| 1901 | 1906 | 1911 | 1921 | 1926 | 1931 | 1936 | 1946 | 1954 |
| ---- | ---- | ---- | ---- | ---- | ---- | ---- | ---- | ---- |
| 257  | 255  | 231  | 220  | 218  | 199  | 204  | 238  | 208  |

| 1962 | 1968 | 1975 | 1982 | 1990 | 1999 | 2006 | 2007 | 2012 |
| ---- | ---- | ---- | ---- | ---- | ---- | ---- | ---- | ---- |
| 190  | 199  | 235  | 220  | 199  | 247  | 314  | 323  | 306  |

| 2017 | 2022 | - | - | - | - | - | - | - |
| ---- | ---- | - | - | - | - | - | - | - |
| 296  | 280  | - | - | - | - | - | - | - |

### Enseignement
Les communes d'Équennes, Guizancourt et Thieulloy-l'Abbaye ont organisé l'enseignement primaire local en regroupement pédagogique intercommunal.
Lahaye-Saint-Romain et Méréaucourt sont aussi concernés par le regroupement.

### Équipements
La commune se dote en 2018 d'une nouvelle mairie. La structure en bois du bâtiment antérieur était trop fragile pour pouvoir être rénovée. Le nouvel équipement comprend la mairie et une salle multifonction, au rez-de-chaussée, ainsi que deux logements aux étages. L'équipement est chauffé par géothermie.
Un terrain de longue paume est utilisé pour les manifestations du club d'Équennes-Poix (fusion des clubs d'Équennes-Éramecourt et Poix-de-Picardie).

## Culture locale et patrimoine

### Lieux et monuments
- Moulin de Taussacq (le site avait déjà un moulin au XIIe siècle).
- Église Sainte-Marie-Madeleine d'Équennes, reconstruite en brique et encadrement de fenêtres en pierre, en 1895-1896 par l'architecte Alphonse-Augustin Richardière. Dotée d'un porche néo-flamboyant, elle détient un décor exceptionnel : peintures des voûtes, décor sculpté de la façade (du sculpteur amiénois Daragon), vitraux du maître verrier Léon Avenet[39].

- Église Saint-Firmin d'Éramecourt, du XVIe siècle
- Tilleul ancien, place d'Éramecourt, sans doute un tilleul de Sully, circonférence : 5,75 m, hauteur : 18 m ; arbre déjà creux en 1918. Labellisé Arbre remarquable en 2025[40].
- Chapelle Saint-Léon d'Équennes. Sa dernière reconstruction date de 1892[41].
- Camping le long des Évoissons à Taussaq, sur la route d'Éramecourt.

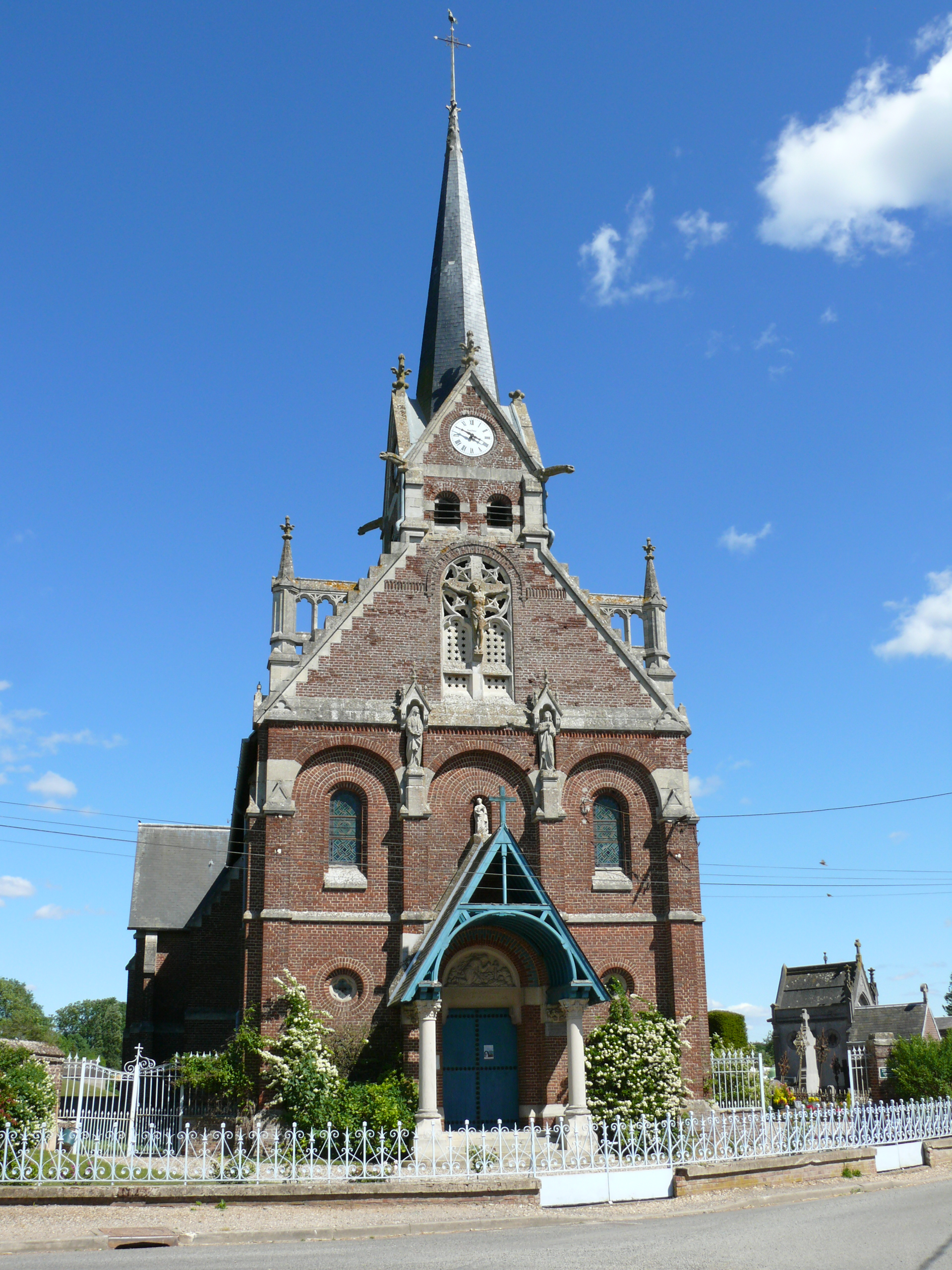
L'église Sainte-Marie-Madeleine d'Équennes.
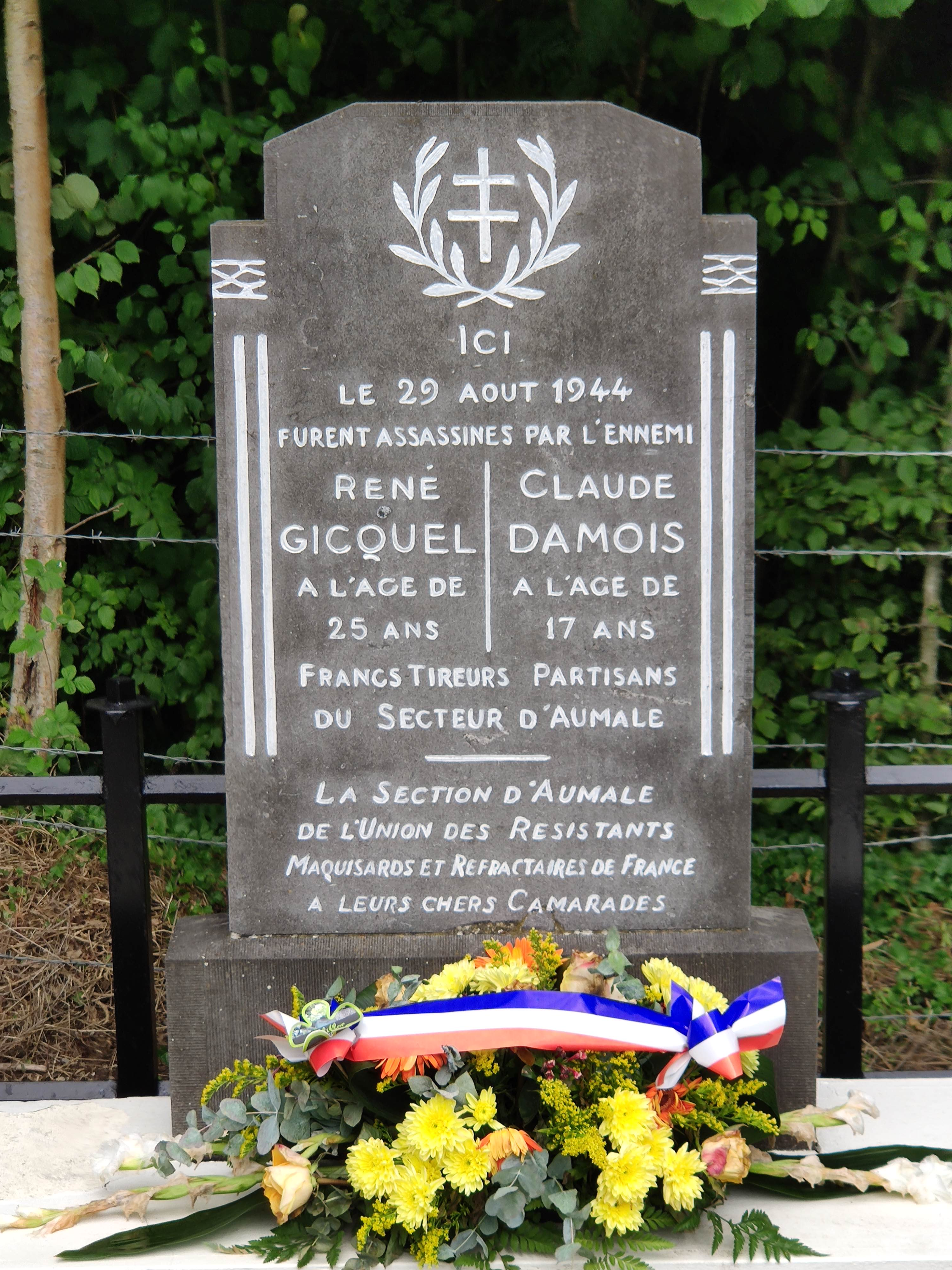
Stèle aux fusillés du Moulin de Taussacq.
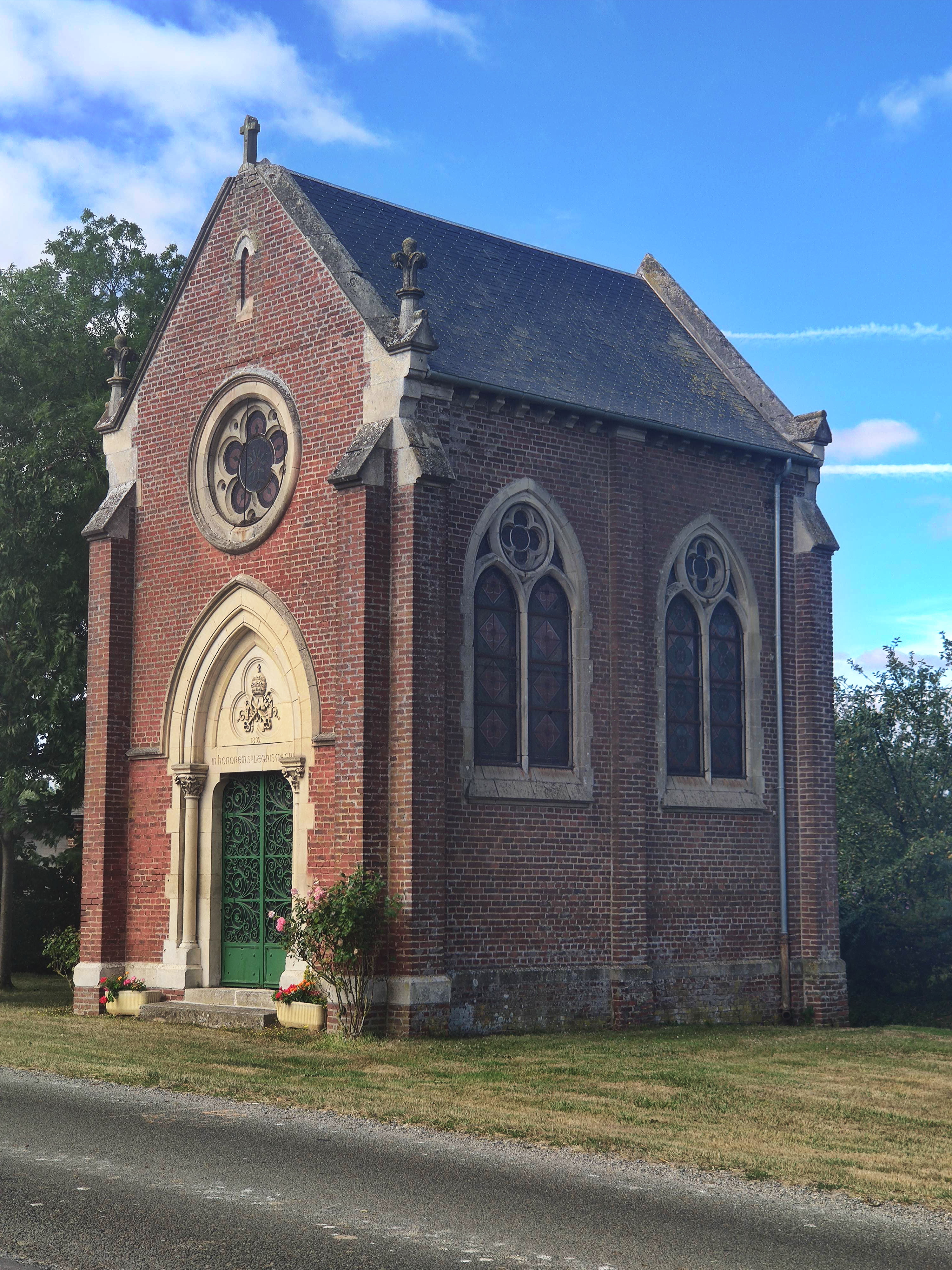
Chapelle Saint-Léon d'Équennes.
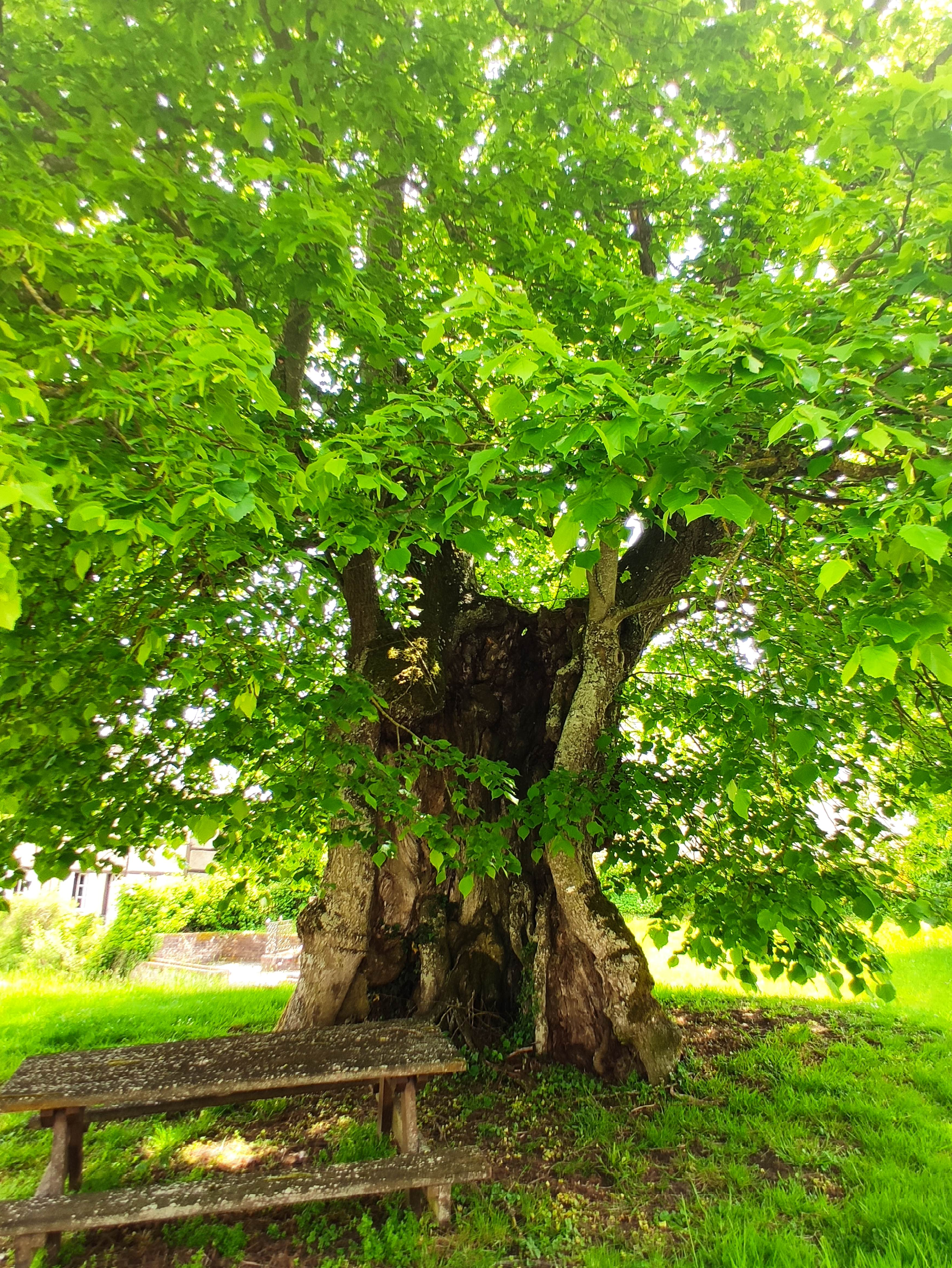
Tilleul de Sully d'Éramecourt.

### Personnalités liées à la commune
- René Gicquel, 25 ans et Claude Damois, 17 ans, résistants d'Aumale, membres des Francs-Tireurs et Partisans  (FTP) arrêtés le 29 août 1944 par l'occupant nazi et fusillés peu après au moulin de Taussacq, deux jours avant la libération du secteur. Une stèle y honore leur mémoire[42].

### Héraldique
| Blason de Équennes-Éramecourt | Blason  | D'argent à la feuille de chêne de sinople versée en bande. |
| Blason de Équennes-Éramecourt | Détails | Le statut officiel du blason reste à déterminer.           |
| Blason de Équennes-Éramecourt | Alias   | De gueules aux trois lionceaux d'argent.                   |

## Pour approfondir